# Đại học Seijō
Đại học Seijo (tiếng Nhật: 成城大学 Seijō Daigaku) là một trường đại học tư thục tại Setagaya, Tokyo, Nhật Bản.

## Tổ chức

### Các viện nghiên cứu
- Kinh tế học
- Văn học
- Luật

### Các viện đại học
- Kinh tế học
- Nghệ thuật và văn học
- Luật
- Cải cách xã hội

### Khác
- Các trung tâm nghiên cứu

## Các cựu sinh viên nổi tiếng
- Tsutomu Hata, cựu Thủ tướng Nhật Bản
- Nobuhiko Obayashi, nhà sản xuất phim
- Yukiyoshi Ozawa, nam diễn viên
- Yoshino Kimura, nữ diễn viên
- Moe Yamaguchi, nữ diễn viên
- Muto Tomu, thành viên nhóm idol.